# Paket (installation)
Ett paket är ett datorprogram, en utökning eller en samling data, till exempel en ordlista eller ett typsnitt, paketerat för att installeras på en dator. Termen används i synnerhet om paket avsedda att installeras på Linux med hjälp av en pakethanterare.
Formatet och olika konventioner för paketet beskrivs vanligen noga i operativsystemets instruktioner för utvecklare, och konventionerna är avsedda bland annat att hindra att olika paket stör varandras funktion. I paketets metadata anges ofta olika beroenden, det vill säga vilka andra paket som bör vara installerade för att paketet skall fungera och hurudana paket som i allmänhet inte skall vara installerade samtidigt (till exempel kan normalt flera servrar för samma ändamål inte utan specialarrangemang vara installerade samtidigt).
Genom att paketen tillhandahålls i ett standardiserat format kan operativsystemets pakethanterare användas istället för att man för att installera paketet skulle köra ett skilt med paketet medföljande installationsprogram, såsom är vanligt i vissa operativsystem. Paketformaten innehåller i allmänhet möjlighet att inkludera program som körs vid installationen, men i motsats till egentliga installationsprogram är dessa avsedda att vara relativt korta skript.
Ett paket är i allmänhet avsett för ett visst operativsystem, för Linux del för en viss version av en viss distribution. Paketen tillhandahålls för det mesta av distributionen, men en del programvara paketeras av tillverkaren för de viktigaste distributionerna.

## Olika pakettyper
- .rpm, Red Hat Linux
- .tbz, FreeBSD
- .deb, Debian
- .dsl, Damn Small Linux
- .uci